# Орбитална скорост
Орбиталната скорост на тяло като планета или естествен спътник е скоростта, с която то се придвижва по орбитата си около барицентъра на системата, обикновено около по-масивно тяло. Орбиталната скорост може да се отнася до средната орбитална скорост (орбиталната обиколка разделена на орбиталния период) или до моментната скорост в дадена точка от орбитата.
Орбиталната скорост в която и да е точка от орбитата може да бъде изчислена чрез разстоянието до централното тяло и специфичната орбитална енергия която е независима от позицията.
Така орбиталната скорост ({\displaystyle v\,}) е:
- в общия случай: {\displaystyle v={\sqrt {2\left({\mu  \over {r}}+{\epsilon }\right)}}}
  - за елиптична орбита: {\displaystyle v={\sqrt {\mu \left({2 \over {r}}-{1 \over {a}}\right)}}}
  - за параболична траектория: {\displaystyle v={\sqrt {\mu \left({2 \over {r}}\right)}}}
  - за хиперболична трактория: {\displaystyle v={\sqrt {\mu \left({2 \over {r}}+{1 \over {a}}\right)}}}

където:
- {\displaystyle \mu \,} е стандартен гравитационен параметър
- {\displaystyle r\,} е разстоянието между тялото на орбита и централното тяло
- {\displaystyle \epsilon \,} е специфична орбитална енергия
- {\displaystyle a\,\!} е голямата полуос

Забележка:
- Скоростта зависи директно от дължината на голямата полуос и индиректно от ексцентрицитета.

## Нормална орбитална скорост
В случая на нормалното движение:
- Ако специфичната орбитална енергия е неотрицателна: движението по цялата трактория е или към централното тяло или по посока обратна на централното тяло. В случай на енергия равна на нула, виж орбита на напускане и орбита на прихващане.
- Ако енергията е отрицателна: движението е периодично с последователни приближавания и отдалечавания към тялото. Максималното отдалечаване е равно на r=μ/|ε|.

## Тангенциална орбитална скорост
Тангенциалната орбитална скорост е обратно пропорционална на разстоянието до централното тяло вследствие от закона за запазване на ъгловия момент еквивалентен на втория закон на Кеплер. За единица време отсечката съединяваща централното тяло и тялото на орбита винаги покрива една и съща площ.

## Средна орбитална скорост
Средната орбитална скорост може да бъде определена по два начина:
- чрез наблюдения на орбиталния период и на голямата полуос на орбитата
- чрез наблюдения на масата на телата и главната полуос.

{\displaystyle v_{o}={2\pi r \over T}}
{\displaystyle v_{o}={\sqrt {mG \over r}}}
където {\displaystyle v_{o}} е орбиталната скорост r е дължината на голямата полуос, T е орбиталния период, m е масата на тялото на орбита и G е гравитационната константа. Тези формули са валидни само ако масата на тялото на орбита е незначителна спрямо масата на централното тяло.
В общия случай:
{\displaystyle v_{o}={\sqrt {m_{2}^{2}G \over (m_{1}+m_{2})r}}}
където {\displaystyle m_{1}} е масата на тялото на орбита, а {\displaystyle m_{2}} е масата на централното тяло, r е разстоянието между двете тела (при кръгова орбита).
Виж още преходна орбита на Хохман за примерни изчисления.